# Muhammad V (Alawici)
Muhammad V (arab. محمد الخامس بن يوسف, Muḥammad al-Hāmis ibn Yūsuf, fr. Mohammed V, ur. 10 sierpnia 1909 w Fezie, zm. 26 lutego 1961 w Rabacie) – sułtan, a następnie król Maroka z dynastii Alawitów.

## Zarys biografii
Wstąpił na tron po śmierci swojego ojca Maulaja Jusufa w 1927. Był przychylny ruchom narodowym, dążącym do uniezależnienia Maroka od Francji.
Po klęsce Francji w 1940 r. Muhammad V uznał zwierzchnictwo władz marszałka Petaina co umożliwiło objęcie również tego regionu Afryki kontrolą niemiecką. Zarazem jednak sprzeciwił się naciskom władz w Vichy prowadzenia polityki antyżydowskiej. W listopadzie 1942 roku wojska amerykańskie wylądowały w Afryce Północnej i okupowały Maroko, które w ten sposób przeszło pod zwierzchnictwo Wolnej Francji gen. de Gaulle'a.
W 1944 roku Mohammed V poparł partię Istiqlal, którą założyli nacjonaliści marokańscy.
W 1947 roku podczas przemówienia w Tangerze otwarcie poparł inicjatywy niepodległościowe. Kiedy negocjacje Francuzów i naciski przychylnych Francji plemion berberskich nie zdołały zmienić polityki sułtana domagającego się możliwości prowadzenia suwerennej polityki, został on w 1953 roku odsunięty od władzy i wygnany na Madagaskar. Na marokańskim tronie zasiadł wówczas wybrany przez Francuzów marionetkowy sułtan Muhammad ibn Arafa. Wzbudziło to falę protestów i niepokojów społecznych, w wyniku czego już w 1955 ponownie intronizowano sprowadzonego z wygnania Muhammada V, który stał się narodowym bohaterem. 2 marca 1956 Francja uznała niepodległość Maroka. Wkrótce potem również Hiszpania zrzekła się swoich posiadłości w Maroku Hiszpańskim.
Od 1957 Muhammad V tytułowany był królem. Panował aż do swojej śmierci 26 lutego 1961. Tron objął następnie jego syn Hassan II. Ciało Muhammada V spoczęło w jego mauzoleum w Rabacie.